# Heinz Fischer

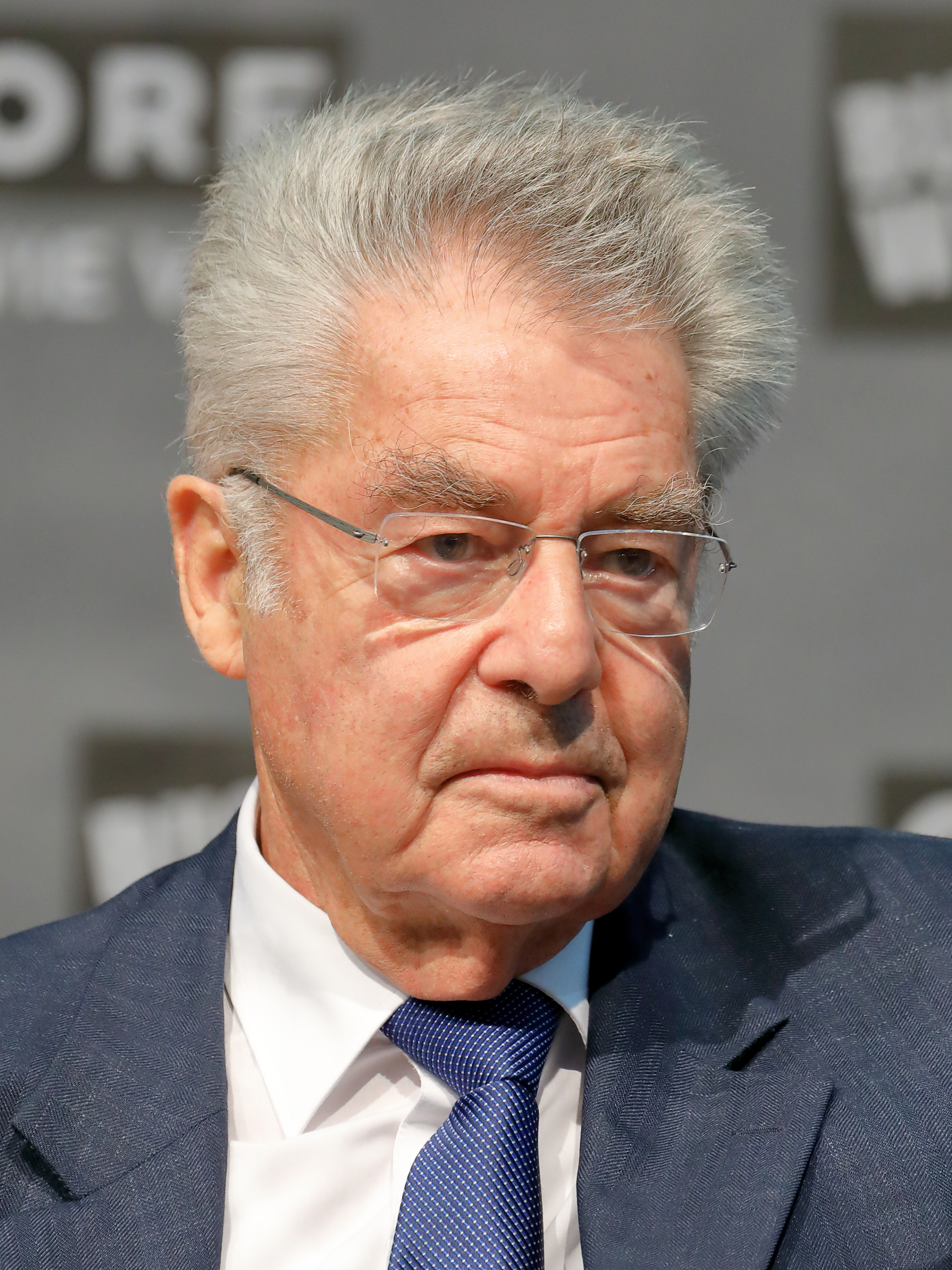
Heinz Fischer (2018)

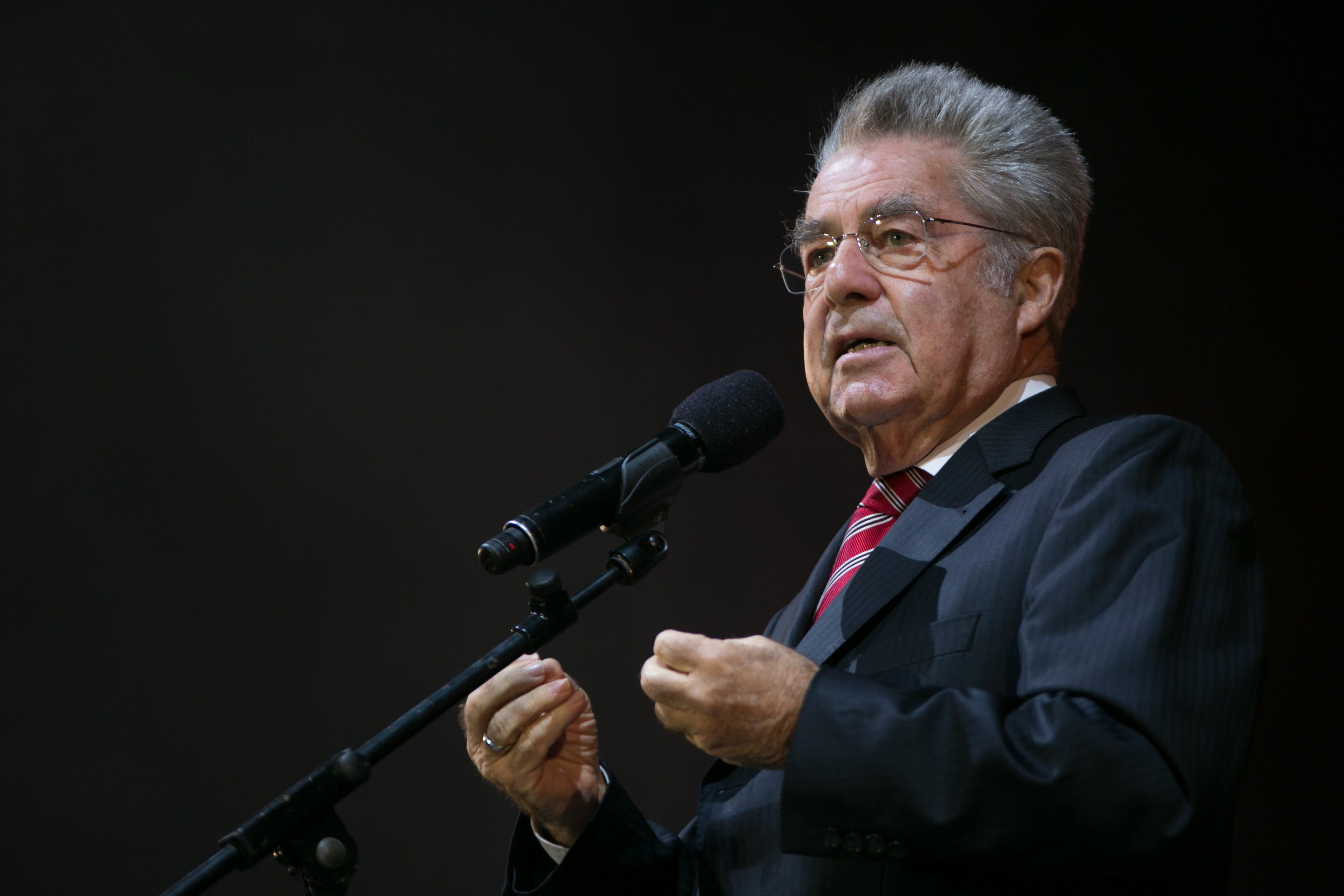
Heinz Fischer (2015)

Heinz Fischer (* 9. Oktober 1938 in Graz, Steiermark) ist ein ehemaliger österreichischer Politiker (SPÖ), Jurist und Hochschullehrer. Von 2004 bis 2016 war er Bundespräsident der Republik Österreich. Davor war er von 1983 bis 1987 Wissenschaftsminister in den Bundesregierungen Sinowatz und Vranitzky I und Nationalratsabgeordneter der SPÖ sowie Präsident beziehungsweise Zweiter Präsident des österreichischen Nationalrates.

## Herkunft, Ausbildung und Privates
Heinz Fischer wurde in einer sozialdemokratisch geprägten Familie geboren. Sein Vater, Sektionschef Rudolf Fischer, war von 1954 bis 1956 Staatssekretär im Handelsministerium der großkoalitionären Bundesregierung Raab I. Er war bekennender Esperantist und viele Jahre lang Obmann der Arbeiter-Esperantisten Österreichs. Rudolf Fischer lernte seine spätere Ehefrau während eines Esperanto-Kurses in Wiener Neustadt kennen. Fischers Onkel Otto Sagmeister war von 1947 bis 1949 Minister für Volksernährung der Bundesregierung Figl I und von 1949 bis 1972 Generaldirektor des österreichischen Konsums.
Aufgrund des Zweiten Weltkrieges besuchte Heinz Fischer fünf Volksschulen in Wien, Niederösterreich und im Burgenland. Wegen der Gefahren zu Kriegsende in Wien tauchte sein Vater um die Weihnachtszeit 1944 bei Verwandten in Türnitz unter. Seine Mutter und seine Schwester Edith fanden in der kleinen niederösterreichischen Gemeinde Loich für ein halbes Jahr Unterkunft. Heinz Fischer besuchte daher auch in diesem Ort die Volksschule.

Nach der Matura im Gymnasium Fichtnergasse in Hietzing (13. Wiener Gemeindebezirk) im Jahr 1956 studierte Fischer an der Universität Wien Rechtswissenschaften und wurde 1961 zum Doktor jur. promoviert. Er absolvierte ab 11. März 1958 seinen Präsenzdienst als Funker im Heerestelegrafenbataillon der damaligen Franz-Ferdinand-Kaserne, der heutigen Starhemberg-Kaserne, und rüstete im Dezember 1958 als Gefreiter ab. Im Zuge seiner Milizfunktion wurde er anschließend bis zum Zugsführer befördert.

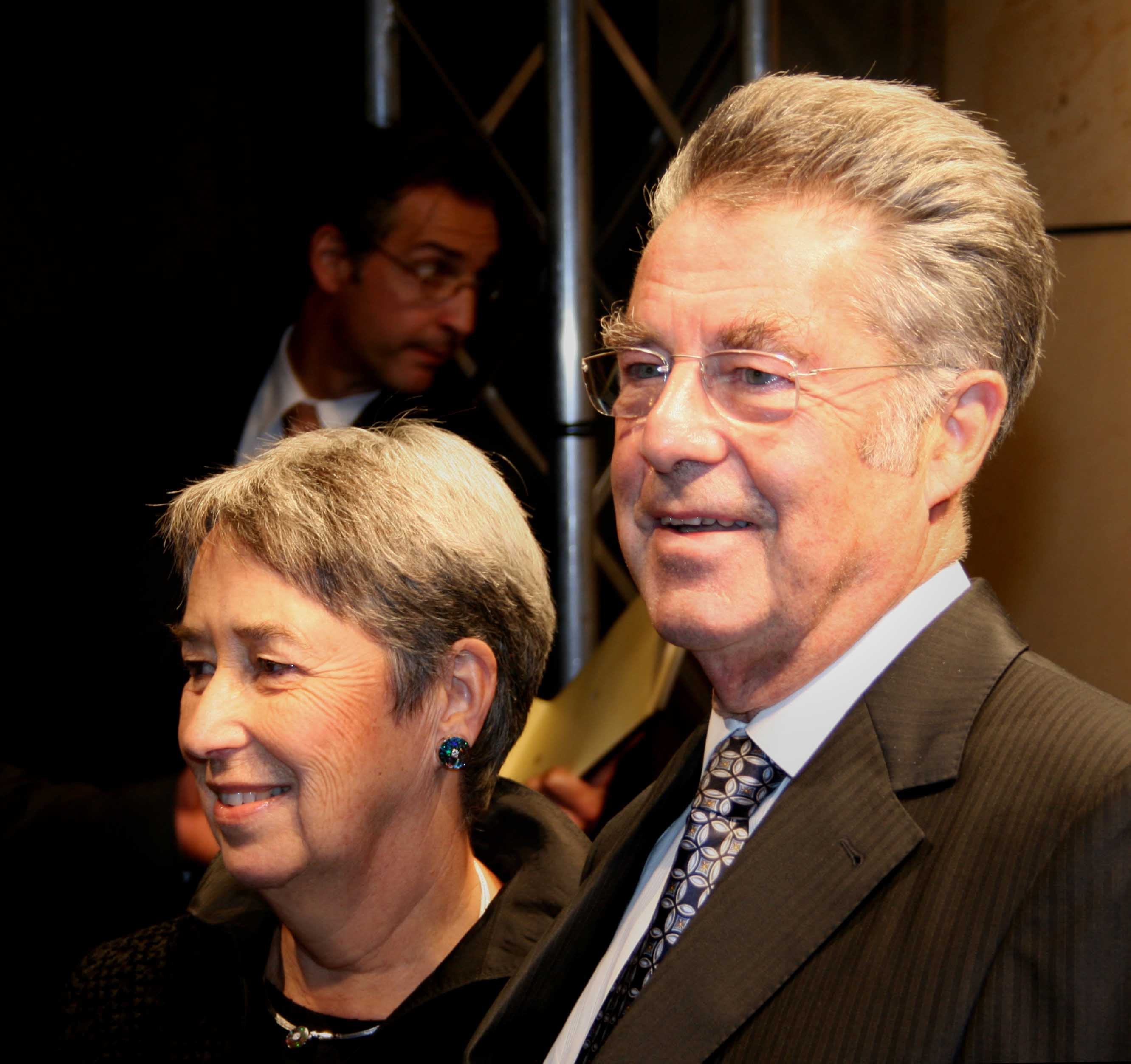
Margit und Heinz Fischer (2008)

In den Jahren 1962 bis 1965 deckte er mit Hilfe einer heimlichen Vorlesungsmitschrift von Ferdinand Lacina den politischen Skandal um den antisemitischen Professor Taras Borodajkewycz an der Wiener Hochschule für Welthandel auf und veröffentlichte darüber ein Buch. Neben der politischen Tätigkeit setzte Fischer auch seine akademische Laufbahn fort: 1978 wurde er habilitiert und 1994 zum Professor für Politikwissenschaft an der Universität Innsbruck ernannt. Allerdings führt Fischer den Professorentitel bei keiner Gelegenheit an. In den Jahren 1996 und 1997 lehrte er als Dozent zweier Lehrveranstaltungen im Bereich der Staatswissenschaften an der Universität Wien.
Heinz Fischer und Margit Binder heirateten am 20. September 1968, der Ehe entstammen zwei Kinder. Schwiegervater Otto Binder war von 1959 bis 1981 Generaldirektor der Wiener Städtischen Wechselseitigen Versicherungsanstalt.
Fischer trat 1995 aufgrund der „Affäre Groër“ aus der Kirche aus. Er bezeichnet sich selbst als Agnostiker.
Wie schon einer seiner Amtsvorgänger, Adolf Schärf, wohnte Fischer auch als Staatsoberhaupt weiter in seiner Privatwohnung im 8. Wiener Gemeindebezirk Josefstadt, von der aus er seinen Amtssitz im Leopoldinischen Trakt der Hofburg wie zuvor das Parlamentsgebäude zu Fuß erreichen konnte. Eine Übersiedlung in die Präsidentenvilla auf der Hohen Warte lehnte er ab.

## Politische Laufbahn

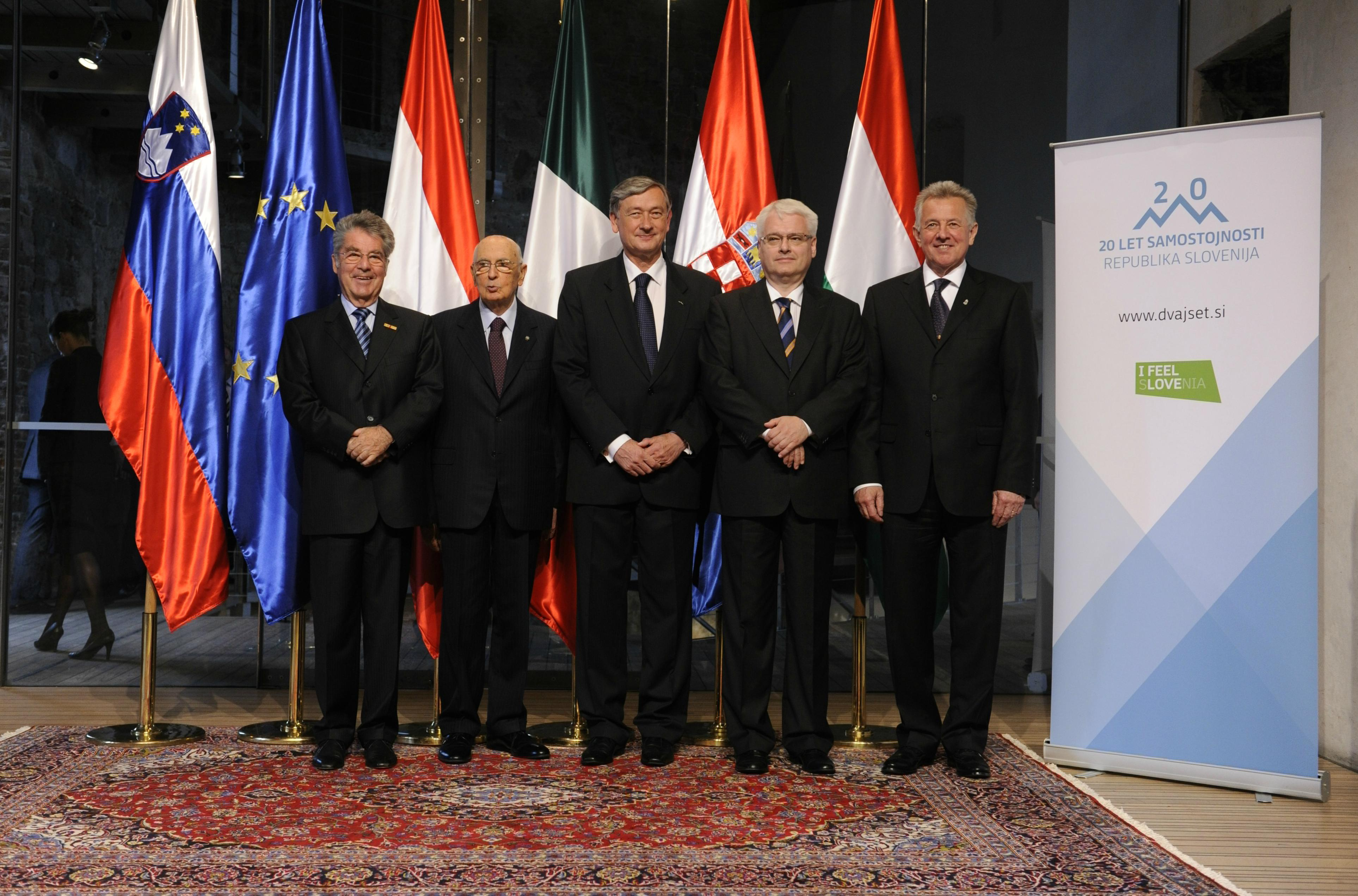
Heinz Fischer mit Giorgio Napolitano, Danilo Türk, Ivo Josipović und Pál Schmitt (2011)

Nach seinem Studium war Fischer zunächst einige Monate bei Gericht tätig und wirkte ab 1962 im Parlament als Sekretär der sozialdemokratischen Parlamentsfraktion. 1971, als Bruno Kreisky die absolute Mehrheit erreichte, wurde er in den Nationalrat gewählt, dem er mit Ausnahme der Zeit seiner Tätigkeit als Wissenschaftsminister (1983–1987, Bundesregierung Sinowatz und Vranitzky I) bis 2004 angehörte.
Im Jahr 1975 wurde er geschäftsführender Klubobmann (Fraktionsvorsitzender) des SPÖ-Parlamentsklubs, 1977 stellvertretender Parteivorsitzender. Von 1983 bis 1987 war er Wissenschaftsminister, danach ab dem 27. Jänner 1987 alleiniger Klubobmann der SPÖ. Im Zusammenhang mit der Kreisky-Peter-Wiesenthal-Affäre im Jahre 1975 forderte er einen Untersuchungsausschuss gegen Simon Wiesenthal, der aber in der Folge nicht eingesetzt wurde. 1990 wurde er zum Präsidenten des Österreichischen Nationalrates gewählt und übte dieses Amt bis 2002 aus. Von 2002 bis 2004 war er während der Zeit der ÖVP-FPÖ-Koalition Zweiter Nationalratspräsident. 1992 wurde Heinz Fischer zum stellvertretenden Vorsitzenden der Sozialdemokratischen Partei Europas gewählt, eine Funktion, die er bis zur Wahl zum Bundespräsidenten ausübte. 1994 übernahm er die Funktion des Vorsitzenden des von Willy Brandt Anfang der 1990er Jahre gegründeten „Europäischen Forums für Demokratie und Solidarität“.
Im Jänner 2004 gab Fischer seine Kandidatur zum Amt des österreichischen Bundespräsidenten bekannt. Am 10. März legte er seine Parteifunktionen (u. a. Mitglied des Bundesparteivorstandes und stellvertretender Parteivorsitzender der SPÖ) nieder. Die Wahl am 25. April gewann Fischer mit 52,39 % der Stimmen, einem Vorsprung von 4,78 Prozentpunkten vor Gegenkandidatin Benita Ferrero-Waldner (ÖVP, unterstützt auch von Repräsentanten der FPÖ). Am 8. Juli 2004 wurde er als achter Bundespräsident der Zweiten Republik angelobt. Mit Amtsantritt stellte Fischer seine Parteimitgliedschaft bei der SPÖ ruhend und erklärte, als Bundespräsident über den Parteien stehen zu wollen.
Am 23. November 2009 erklärte Fischer in einem YouTube-Video seine Kandidatur zur Wiederwahl. Am 25. April 2010 wurde er mit 79,3 % der Stimmen bei einer Wahlbeteiligung von 53,6 % für weitere sechs Jahre im Amt bestätigt. Am 8. Juli 2010 wurde er in der Bundesversammlung für seine zweite Funktionsperiode angelobt. Seine Amtszeit endete am 8. Juli 2016 um 11 Uhr, obwohl zur Bundespräsidentenwahl 2016 wegen der Aufhebung des zweiten Wahlgangs durch den Verfassungsgerichtshof kein gültiges Endergebnis vorlag. Fischer wurde mit einem Festakt im Parlament verabschiedet. Im Dachgeschoß der Hofburg stand dem Altbundespräsidenten dann ein „Koordinationsbüro“ mit angemessenen Räumlichkeiten und Personal zur Verfügung, für die ehrenamtliche Aufgabe, das Gedenkjahr 2018 zu moderieren.

## Kontroverse um Zwischenruf im Nationalrat
In der Nationalratssitzung am 15. Dezember 1989 rief Heinz Fischer während der Rede des FPÖ-Abgeordneten Siegfried Dillersberger, in der dieser die Parteienfinanzierung kritisierte, „Sieg Heil“. Die Sitzung lief ohne Ordnungsruf weiter. Fischer war an diesem Tag bereits zuvor durch mehrere Zwischenrufe bei anderen Abgeordneten aufgefallen. Während die mediale Berichterstattung damals ausblieb, wurde Fischers Zwischenruf zum Thema, nachdem der SPÖ-Abgeordnete Rudolf Edlinger in der Nationalratssitzung am 17. April 2002 ebenfalls „Sieg Heil“ während der Rede der FPÖ-Abgeordneten Helene Partik-Pablé rief. Erneut thematisiert wurde der Zwischenruf während Fischers Präsidentschaftswahlkampf 2010. Fischer, der das Parlamentsprotokoll damals nicht beanstandet hatte, gab an, er wäre falsch wiedergegeben worden.

## Sonstiges

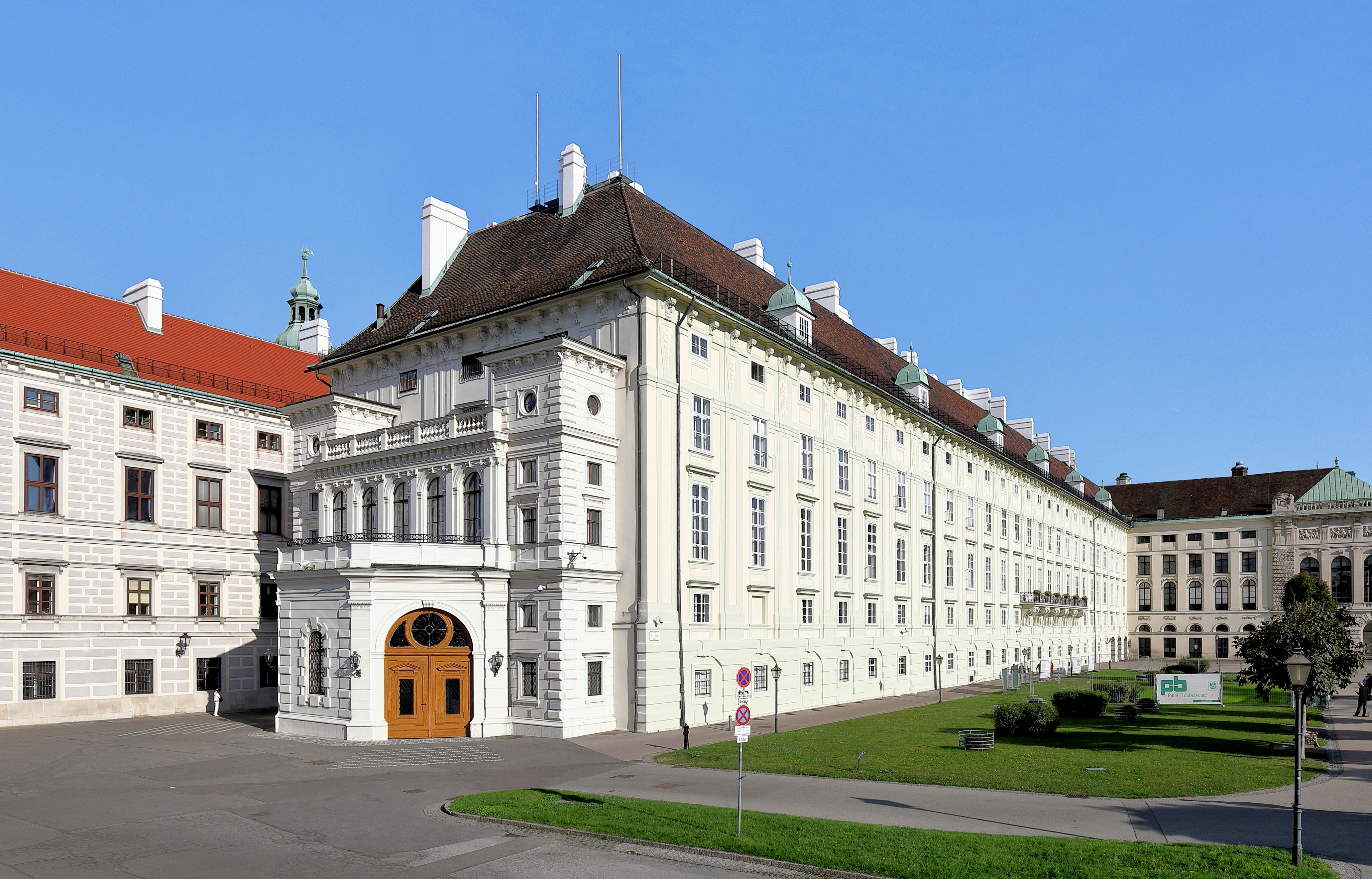
Leopoldinischer Trakt der Hofburg, Amtssitz des Bundespräsidenten

Als Wissenschaftsminister lehnte er die atomare Wiederaufarbeitungsanlage Wackersdorf in Bayern ab.
Ebenfalls als Wissenschaftsminister war Heinz Fischer zeitweise Mitglied des von führenden Mitgliedern der SPÖ gegründeten Club 45.
Heinz Fischer befürwortete schon 2010 die in Österreich erst 2016 eingeführte Möglichkeit der Adoption durch gleichgeschlechtliche Paare. Es werde auf diesem Gebiet ein Gewöhnungsprozess eintreten und sich zeigen, dass dadurch kein Schaden für das Kind entsteht. Er trat 2010 auch Jahre, bevor ab 2019 gleichgeschlechtliche Paare in Österreich heiraten konnten, dafür ein, dass sie ihre Partnerschaft auch am Standesamt (und nicht wie damals nur notariell) eintragen dürfen und genauso wie bei verschiedengeschlechtlichen Paaren der Rechtsakt in feierlicher Form durchgeführt wird.
Die Abschaffung der Wehrpflicht lehnt er ab. Im Juli 2010 stellte er die Wehr-/Zivildienstpflicht für Frauen zur Diskussion.

„Frauen bekommen immer mehr Rechte, da kann man auch argumentieren, sie müssen mehr Pflichten übernehmen.“

Heinz Fischer publizierte mehrere Werke, unter anderem die Bücher Die Kreisky-Jahre (1993), Reflexionen (1998), Wendezeiten (2001) und Überzeugungen (2006). Im Herbst 2016 veröffentlichte er den Essay Eine Wortmeldung.
Fischer, selbst Bergsteiger, war langjähriger Präsident der österreichischen Naturfreunde. Von 1999 bis 2007 war er Präsident des Verbandes der Österreichischen Volkshochschulen und bekleidet dieses Amt seit 2019 wieder. Fischer war Gründungsmitglied und langjähriges Vorstandsmitglied der österreichisch-chinesischen Gesellschaft, Vizepräsident der Gesellschaft zur Förderung der Beziehungen zur Koreanischen Volksdemokratischen Republik, Präsidiumsmitglied der österreichisch-jugoslawischen Gesellschaft und weiterer Gesellschaften. Er war Anfang der 1970er Jahre Mitbegründer der Österreichischen Gesellschaft für Politikwissenschaft und Gründungsmitglied der österreichischen Sektion von Amnesty International.
Als Bundespräsident übernahm er die Schirmherrschaft über nachstehende Institutionen:
- Österreichisches Rotes Kreuz
- Nachbar in Not
- Licht ins Dunkel
- Österreichisches Olympisches Komitee
- Österreichische Akademie der Wissenschaften
- Verband Alpiner Vereine Österreichs
- Dachverband der Österreichisch-Ausländischen Gesellschaften (Partner aller Nationen, PaN)
- Projekt Österreichische Initiative gegen Blindheit von Licht für die Welt

Über seine akademische Tätigkeit hinaus engagiert er sich für Erwachsenenbildung im Verband Österreichischer Volkshochschulen, dessen Präsident er seit 2017 ist.
Fischer war als Bundespräsident außerdem Mitglied der Arraiolos-Gruppe. Die Österreichische Post AG brachte zu seinem 70. Geburtstag mit Ersttag 7. Oktober 2008 eine Sondermarke mit seinem Bild mit dem Wert 0,55 € samt Sonderstempel heraus.
Fischer wuchs ab seinem 4. Lebensjahr in Hietzing, dem 13. Wiener Gemeindebezirk, auf und berichtete darüber 2016 in der ORF-Dokumentation Mein Hietzing.
Am 8. November 2016 wurde dem Schulcampus in Ternitz, bestehend aus der Polytechnischen Schule Ternitz, der Neuen Niederösterreichischen Mittelschule Ternitz und dem BORG Ternitz, im Beisein von Heinz Fischer die Bezeichnung Schulcampus Dr. Heinz Fischer verliehen.
Vom 11. bis 14. Juni 2015 nahm er an der 63. Bilderberg-Konferenz in Telfs-Buchen in Österreich teil. Fischers letzter Staatsbesuch als Bundespräsident fand am 11. April 2016 auf Schloss Lana bei Prag statt.
Was seine Nachfolge betrifft, erklärte Fischer am 23. September 2016, er gebe keine Wahlempfehlung ab, werde selbst aber Alexander Van der Bellen wählen. Dieser wurde am 4. Dezember 2016 zum Bundespräsidenten gewählt und trat sein Amt am 26. Jänner 2017 an.
Im Jahr 2025 kritisierte Fischer mehrmals die Vorgehensweise der Regierung Netanjahus im Nahostkonflikt. Allerdings ist hier sehr wichtig, eine Trennung zwischen der Politik Netanjahus und dem Staat Israel im Allgemeinen zu machen. Laut eigener Aussage hielt sich Heinz Fischer als junger Mann einige Monate in einem Kibbuz in Israel auf. Sein Schwiegervater, Otto Binder, sowie sein eigener Großvater, Jakob Fischer, waren Juden. Fischer setzte sich als österreichischer Bundespräsident vielmals gegen Antisemitismus ein und tut dies laut eigener Aussage auch heute noch.

## Ehrungen und Auszeichnungen
- 1979 Großes Goldenes Ehrenzeichen mit dem Stern für Verdienste um die Republik Österreich[41]
- 1986 Großes Goldenes Ehrenzeichen am Bande für Verdienste um die Republik Österreich[41]
- 1993 Großkreuz des Verdienstordens der Italienischen Republik (Zweite Verleihung 2007)[42]
- 1995 Großkreuz des Ordens de Isabel la Católica[43]
- 1996 Großkreuz des norwegischen Verdienstordens
- 2004 Groß-Stern des Ehrenzeichens für Verdienste um die Republik Österreich[41]
- 2004 Großstern des fürstlich liechtensteinischen Verdienstordens[44]
- 2005 Großkreuz mit der Collane des Ordens des Infanten Dom Henrique[45]
- 2006 Collane des Verdienstordens Pro Merito Melitensi des Souveränen Malteserordens[46]
- 2006 Großkreuz mit der Collane des Finnischen Ordens der Weißen Rose[47]
- 2006 Großkreuz mit der Collane des Verdienstordens der Republik Ungarn
- 2007 Großkreuz des königlich norwegischen Sankt-Olav-Ordens[48]
- 2007 Großkreuz mit der Collane des italienischen Verdienstordens[49]
- 2007 Königlicher Seraphinenorden
- 2008 Ehrenring des Landes Steiermark
- 2008 Ehrenbürgerschaft der Stadt Graz
- 2008 Ehrendoktorat der Rechtswissenschaftlichen Fakultät der Universität Tel Aviv
- 2009 Ehrendoktorat der Ukrainischen Akademie der Wissenschaften[50]
- 2009 Großkreuz mit der Collane des Ordens des heiligen Jakob vom Schwert[45]
- 2009 Großkreuz mit der Collane des Ordens des Weißen Löwen[51]
- 2009 Florianiplakette des Österreichischen Bundesfeuerwehrverbandes in Gold[52]
- 2012 Großer Verdienstorden des Landes Südtirol
- 2012 National Order of Merit
- 2013 Großkreuz der Französischen Ehrenlegion
- 2014 Alois Rohrauer Gedenknadel der Naturfreunde Internationale[53]
- 2015 Cóndor de los Andes en el grado de Gran Collar (höchster bolivianischer Staatsorden)
- 2016 Orden Stara Planina am Bande (bulgarischer Staatsorden)[54]
- 2016 Kärntner Landesorden in Gold[55]
- 2016 Europapreis „Europaeus“[55]
- 2017 Ehrenbürger von Wien[56]
- 2019 Ehrendoktorat der Universität Innsbruck

## Schriften
- Die Kreisky-Jahre. 1967–1983. Löcker, Wien 1994, ISBN 3-85409-149-4.
- Die Zukunft der europäischen Sozialdemokratie. Löcker, Wien 1997, ISBN 3-85409-151-6.
- Reflexionen. Kremayr & Scheriau, Wien 1998, ISBN 3-218-00634-1.
- Überzeugungen. Eine politische Biografie. Styria, Wien 2006 (unter Mitarbeit von Alfred Reiter), ISBN 978-3-222-13195-0.
- Einer im Vordergrund. Taras Borodajkewycz. Europaverlag, Wien 1966; erweitert mit dem letztgültigen Disziplinarerkenntnis gegen Borodajkewycz, Ephelant, Wien 2015, ISBN 978-3-900766-26-9.
- Margit und Heinz Fischer: Erinnerungen in Bildern und Geschichten. Edition Lammerhuber, Baden bei Wien 2016, ISBN 978-3-903101-08-1.
- Eine Wortmeldung. Mit einem Nachwort von Hugo Portisch, Ecowin-Verlag, Salzburg 2016, ISBN 978-3-7110-0118-4.
- Österreich für Optimisten, gemeinsam mit Christoph Leitl, Ecowin-Verlag, Salzburg 2017, ISBN 978-3-7110-0158-0.
- Heinz Fischer – Spaziergang durch die Jahrzehnte, begleitet von Herbert Lackner, Ecowin-Verlag, Salzburg 2018, ISBN 978-3-7110-0176-4.
- Vorwärts – Österreichische Sozialdemokratie seit 1889, mit Hannes Androsch und Wolfgang Maderthaner, Brandstätter-Verlag, Wien 2020, ISBN 978-3-7106-0424-9.